# Aquitania secunda
Aquitania secunda war eine römische Provinz. Sie war eine der von Kaiser Diokletian zu Beginn der Spätantike gebildeten Provinzen Galliens und entstand, als die Provinz Gallia Aquitania dreigeteilt wurde:
- Aquitania prima im Osten mit dem Massif Central und dem Berry
- Aquitania secunda im Westen zwischen der Gironde und der Loire, und
- Novempopulana (oder Aquitania tertia) zwischen der Garonne und den Pyrenäen

Alle drei Provinzen unterstanden dem praefectus praetorio Galliarum und gehörten zur Dioecesis Galliae.
Aquitania secunda wurde bewohnt von den bereits stark romanisierten gallorömischen Völkern der:
- Aginnenses um Aginnum (Agen, Agenais),
- Bituriges Vivisques um Burdigala (Bordeaux, Bordelais),
- Santones um Mediolanum Santonum (Saintes, Saintonge).
- Petrocorii um Vesunna (Périgueux, Périgord),
- Pictones um Lemonum (Poitiers, Poitou)

Beim Zusammenbruch des Weströmischen Reichs wurde Aquitania secunda ab 471 von den Westgoten unter König Eurich besetzt.